# فرودگاه اورستا-وولدا
فرودگاه اورستا-وولدا (به انگلیسی: Ørsta-Volda Airport, Hovden) (به زبان بومی: Ørsta-Volda lufthavn, Hovden) یک فرودگاه همگانی با کد یاتا HOV است که یک باند فرود آسفالت دارد و طول باند آن ۸۰۰ متر است. این فرودگاه در کشور نروژ قرار دارد و در ارتفاع ۷۴ متری از سطح دریا واقع شده است.

## شرکت‌های هواپیمایی و مقصدهای پروازی

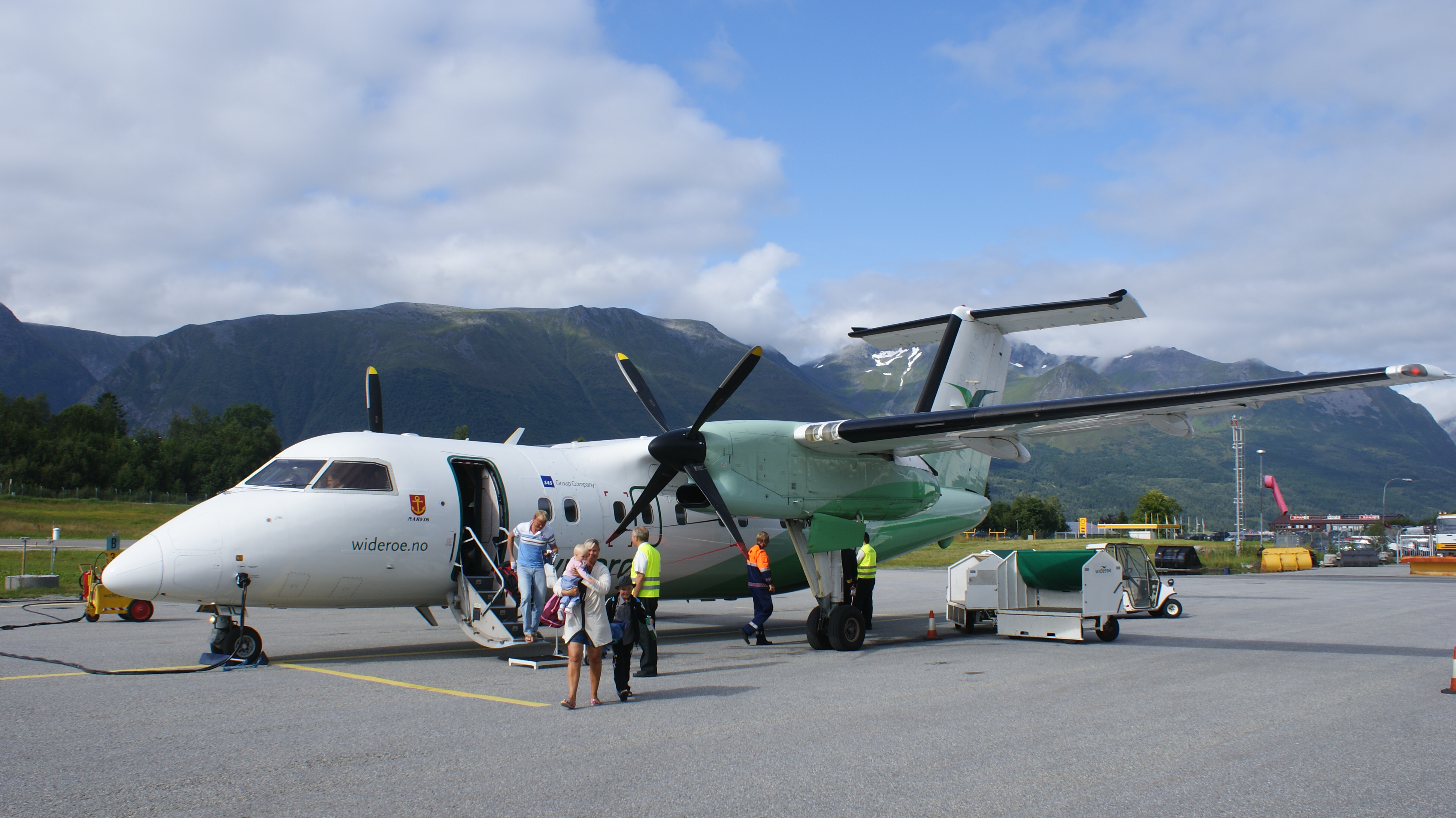
Widerøe de Havilland Canada Dash-8 103 at Ørsta–Volda Airport

| شرکت‌های هواپیمایی | مقصدهای پروازی                                         |
| ----------------- | ------------------------------------------------------ |
| ویدروئه           | فلسلند برگن، گاردرموئن اسلو، اندا سندن، سونگدل هاوکاسن |